# آنری پوسر
آنری پوسر (فرانسوی: Henri Pousseur‎؛ ۲۳ ژوئن ۱۹۲۹ – ۶ مارس ۲۰۰۹) یک آهنگساز، نظریه‌پرداز و استاد رشتهٔ موسیقی اهل بلژیک بود.
او علاوه بر کشور خودش، در برخی مراکز مهم موسیقی دنیا از جمله کلن، بازل، هنرستان و دانشگاه موسیقی لیژ و همچنین دانشگاه ایالتی نیویورک در بوفالو (ایالات متحده آمریکا)، به تدریس و آموزش موسیقی پرداخته بود.